# جوناثان مان (مغن مؤلف)
جوناثان مان (بالإنجليزية: Jonathan Mann)‏ هو مغن مؤلف أمريكي، ولد في 9 أبريل 1982.

## وصلات خارجية
- جوناثان مان على موقع IMDb (الإنجليزية)
- جوناثان مان على موقع ميوزك برينز (الإنجليزية)

- الموقع الرسمي